# Маче (Хорватія)
46°05′ пн. ш. 16°02′ сх. д. / 46.09° пн. ш. 16.03° сх. д.
Маче (хорв. Mače) – громада і населений пункт в Крапинсько-Загорській жупанії Хорватії.

## Населення
Населення громади за даними перепису 2011 року становило 2 534 осіб, 2 з яких назвали рідною українську мову. Населення самого поселення становило 696 осіб.
Динаміка чисельності населення громади:
Динаміка чисельності населення центру громади:

## Населені пункти
Крім поселення Маче, до громади також входять:
- Делковець
- Фркулєвець-Першавеський
- Малий Буковець
- Малий Комор
- Першавес
- Великий Буковець
- Великий Комор
- Вуканці

## Клімат
Середня річна температура становить 10,11°C, середня максимальна – 24,28°C, а середня мінімальна – -6,50°C. Середня річна кількість опадів – 953,00 мм.
| Клімат поселення                              | Клімат поселення | Клімат поселення | Клімат поселення | Клімат поселення | Клімат поселення | Клімат поселення | Клімат поселення | Клімат поселення | Клімат поселення | Клімат поселення | Клімат поселення | Клімат поселення | Клімат поселення |
| Показник                                      | Січ.             | Лют.             | Бер.             | Квіт.            | Трав.            | Черв.            | Лип.             | Серп.            | Вер.             | Жовт.            | Лист.            | Груд.            |                  |
| Середній максимум, °C                         | 5,72             | 7,82             | 12,12            | 16,48            | 21,29            | 24,28            | 23,44            | 22,90            | 18,96            | 13,87            | 8,27             | 4,49             |                  |
| Середня температура, °C                       | −0,4             | 1,72             | 6,02             | 10,39            | 15,18            | 18,17            | 19,84            | 19,28            | 15,36            | 10,26            | 4,67             | 0,90             |                  |
| Середній мінімум, °C                          | −6,5             | −4,4             | −0,08            | 4,28             | 9,08             | 12,06            | 16,23            | 15,68            | 11,76            | 6,66             | 1,07             | −2,72            |                  |
| Норма опадів, мм                              | 48               | 49               | 65               | 71               | 82               | 109              | 91               | 96               | 91               | 92               | 92               | 67               |                  |
| Середньомісячна швидкість вітру, м/с          | 1.79             | 2.00             | 2.38             | 2.30             | 2.18             | 1.93             | 1.90             | 1.70             | 1.70             | 1.75             | 1.85             | 1.83             |                  |
| Середньомісячна сонячна радіація, кДж/м²·день | 4063             | 6823             | 10475            | 14843            | 18908            | 20717            | 21574            | 18682            | 13888            | 8636             | 4510             | 3234             |                  |
| --------------------------------------------- | ---------------- | ---------------- | ---------------- | ---------------- | ---------------- | ---------------- | ---------------- | ---------------- | ---------------- | ---------------- | ---------------- | ---------------- | ---------------- |
| Джерело:                                      |                  |                  |                  |                  |                  |                  |                  |                  |                  |                  |                  |                  |                  |